# Thomas Bäumle
Thomas Bäumle (* 25. September 1984 in Olten) ist ein Schweizer Eishockeytorwart. Zuletzt stand er zwischen Dezember 2015 und März 2016 bei den ZSC Lions in der National League A unter Vertrag.

## Karriere
Seine Karriere begann Bäumle in der Jugend des SC Bern. In der Saison 2000/01 hatte er seine ersten Einsätze in der 1. Liga für den EHC Rot-Blau Bern-Bümpliz. In der nächsten Saison war er Back-up von Marco Bührer beim SC Bern, kam aber zu keinem Einsatz in der NLA. 2002 bis 2004 war Bäumle Stammtorwart beim NLB-Club HC Sierre, bevor er zur Saison 2004/05 zurück in die NLA wechselte. Der Torwart ging zum HC Davos, wo er während der Lockout-Saison zweiter Torwart hinter Jonas Hiller war. Nach einem Jahr in Davos wurde er vom HC Ambrì-Piotta verpflichtet, wo er sich zuerst mit Simon Züger im Tor abwechselte.
Langfristig setzte sich Bäumle als Nummer eins im Tor von Ambrì durch, bevor zur Saison 2011/12 mit Nolan Schaefer erneut ein starker Torwart verpflichtet wurde. Daher verließ Bäumle den Verein und wechselte zur Saison 2012/13 zu den SCL Tigers. Im Mai 2013 unterzeichnete er einen Zweijahresvertrag beim EHC Olten in der zweithöchsten Spielklasse.

## Karrierestatistik
(Legende zur Torhüterstatistik: GP oder Sp = Spiele insgesamt; W oder S = Siege; L oder N = Niederlagen; T oder U oder OT = Unentschieden oder Overtime- bzw. Shootout-Niederlage; Min. = Minuten; SOG oder SaT = Schüsse aufs Tor; GA oder GT = Gegentore; SO = Shutouts; GAA oder GTS = Gegentorschnitt; Sv% oder SVS% = Fangquote; EN = Empty Net Goal; 1 Play-downs/Relegation; Kursiv: Statistik nicht vollständig)